# Jung Sik Jun
Jung Sik Jun (Seoel, Korea, 2 december 1965) is een Belgisch striptekenaar en scenarioschrijver. In 1971 werd hij door een Brussels gezin geadopteerd. Op zijn albums wordt hij kortweg als Jung aangeduid.